# Tomislav Božić
Tomislav Božić (Požega, 20 febbraio 1987) è un calciatore croato, difensore dello Slaven Belupo.

## Carriera

### Club
Il 1º luglio 2017 viene acquistato a titolo definitivo dalla squadra polacca del Miedź Legnica.

### Nazionale
Nel 2007 ha segnato 3 reti in 6 presenze con la nazionale croata Under-21.